# Olga Wladimirowna Saizewa
Olga Wladimirowna Saizewa (russisch Ольга Владимировна Зайцева, wiss. Transliteration Ol'ga Vladimirovna Zajceva; * 5. August 1982 in Moskau, RSFSR, Sowjetunion) ist eine russische Schauspielerin.

## Leben
Saizewa wurde am 5. August 1982 in Moskau geboren. Sie lernte Theaterschauspiel an der Russischen Akademie für Theaterkunst. Im Jahr 2006 schloss sie ihr Studium an der Gerassimow-Institut für Kinematographie ab.
Seit Beginn des 21. Jahrhunderts ist Saizewa als Fernseh- und Filmschauspielerin tätig. Von 2006 bis 2009 spielte sie in der Fernsehserie The Club mit. 2008 war sie in der Spielfilmproduktion Cold Sun in der Rolle der Nastya zu sehen. Im Folgejahr übernahm sie die Rolle der Sveta in The Way – Der Weg des Drachen. 2014 war sie im Film Fürst der Dämonen in der Rolle der Pannochka zu sehen. 2015 mimte sie in King of Madagascar die weibliche Hauptrolle der Mari. 2023 wirkte sie in insgesamt acht Episoden der Miniserie The Ministry in der Rolle der Renata mit. 2024 verkörperte sie in der Fernsehserie Perevedi eyo cherez maydan die Rolle der Yuliya Timoshenko.

## Filmografie (Auswahl)
- 2003: Next 3
- 2004: About Love (О любви/O lyubvi)
- 2006: The Man of No Return (Человек безвозвратный/Chelovek bezvozvratnyy)
- 2006–2009: The Club (Клуб/Klub, Fernsehserie)
- 2008: Cold Sun (Холодное солнце/Kholodnoe solntse)
- 2009: The Way – Der Weg des Drachen (Путь/Put)
- 2009: Die dunkle Macht (Запрещённая реальность/Zapreshchyonnaya realnost)
- 2012: And Here’s What’s Happening to Me (Со мною вот что происходит/So mnoyu vot chto proiskhodit)
- 2013: Match for a champion (Партия для чемпионки/Partiya dlya chempionki, Miniserie, Episode 1x01)
- 2014: Unknown Writer (Kurzfilm)
- 2014: Fürst der Dämonen (Вий/Viy)
- 2015: Little Brother (Кенже/Kenzhe)
- 2015: King of Madagascar (Король Мадагаскара/Korol Madagaskara)
- 2023: The Ministry (Министерство/Ministerstvo, Fernsehserie, 8 Episoden)
- 2024: Perevedi eyo cherez maydan (Переведи её через майдан, Fernsehserie, 2 Episoden)